# Кропивницька міська територіальна громада
Кропивницька територіальна громада — територіальна громада в Україні, в Кропивницькому районі Кіровоградської області. Адміністративний центр — місто Кропивницький.
Площа громади — 115 км², населення — 235 946 осіб (2019).
Утворена 12 червня 2020 року шляхом об'єднання Кіровоградської міської ради обласного значення та Новенської селищної ради Кіровоградської міськради.

## Населені пункти
У складі громади 2 населені пункти — місто Кропивницький і селище Нове.